# Шелби (тауншип, Миннесота)
Шелби (англ. Shelby) — тауншип в округе Блу-Эрт, Миннесота, США. На 2000 год его население составило 294 человека.

## География
По данным Бюро переписи населения США площадь тауншипа составляет 92,6 км², из которых 92,1 км² занимает суша, а 0,5 км² — вода (0,53 %).

## Демография
По данным переписи населения 2000 года здесь находились 294 человека, 114 домохозяйств и 90 семей.  Плотность населения —  3,2 чел./км².  На территории тауншипа расположена 121 постройка со средней плотностью 1,3 построек на один квадратный километр. Расовый состав населения: 99,66 % белых и 0,34 % афроамериканцев.
Из 114 домохозяйств в 35,1 % воспитывались дети до 18 лет, в 71,1 % проживали супружеские пары, в 2,6 % проживали незамужние женщины и в 20,2 % домохозяйств проживали несемейные люди. 19,3 % домохозяйств состояли из одного человека, при том 9,6 % из — одиноких пожилых людей старше 65 лет. Средний размер домохозяйства — 2,58, а семьи — 2,92 человека.
26,9 % населения младше 18 лет, 5,8 % в возрасте от 18 до 24 лет, 23,8 % от 25 до 44, 24,8 % от 45 до 64 и 18,7 % старше 65 лет. Средний возраст — 40 лет. На каждые 100 женщин приходилось 107,0 мужчин.  На каждые 100 женщин старше 18 приходилось 108,7 мужчин.
Средний годовой доход домохозяйства составлял 48 125 долларов, а средний годовой доход семьи —  53 000 долларов. Средний доход мужчин —  33 750  долларов, в то время как у женщин — 24 375. Доход на душу населения составил 21 355 долларов. За чертой бедности не находилась ни одна семья и 2,4 % всего населения тауншипа, из которых 9,8 % старше 65 лет.